# أيج أوف إمبايرز 3: ذا ديفنيتف إديشن
أيج أوف إمبايرز 3: ذا ديفنيتف إديشن (بالإنجليزية: Age of Empires III: Definitive Edition)‏ هي لعبة فيديو استراتيجية الوقت الحقيقي طورتها تانتالوس ميديا مع فورجتن إمبايرز ونشرتها إكس بوكس غيم ستوديوز، صدرت في 15 أكتوبر 2020 وتعمل على جهاز ويندوز. إنها نسخة ثانية من أيج أوف إمبايرز 3 تتميز بصور محسّنة بشكل كبير، وموسيقى تصويرية معاد تصميمها، ووضعين جديدين للعبة، وحضارتين جديدتين. يتضمن جميع التوسعات السابقة من اللعبة الأصلية.